# Чистка (фільм)
«Чистка» (англ. The Purge) — психологічний фільм жахів та трилер-антиутопія 2013 року режисера  Джеймса ДеМонако , перший фільм франшизи «Чистка», що включає крім фільму «Чистка» два сиквели («Чистка: Анархія» (2014) і «Чистка: Рік виборів» (2016)) і приквел («Перша чистка» (2018)).
Світова прем'єра фільму відбулася в США 2 травня 2013 року на кінофестивалі Stanley. В Україні фільм не виходив у кінопрокат. На кіносайтах демонструється в українському перекладі під назвою «Судна ніч».

## Передісторія
Після того, як США пережили якийсь економічний крах, американський уряд, «Нові Батьки-засновники США» (абревіатура англ. NFFA), встановили тоталітарний режим і поліцейську державу. Використовуючи 28-му поправку американської конституції, вони створили таке явище, як «Чистка». Раз на рік з 19 годин вечора 21 березня до 7 години ранку наступного дня злочинна діяльність, в тому числі вбивства, стають законними, а всі служби безпеки і надання медичної допомоги припиняють роботу. Ця подія, знана як «чистка», призначена для катарсису американського народу, даючи людям можливість «випустити пару», звівши рахунки з тими, хто на їхню думку заслуговує розправи. Убиті розцінюються як «жертви в ім'я порятунку від злочинності».

## Сюжет
До 2022 року Сполучені Штати Америки процвітають з рівнем безробіття в 1 % і злочинності на рекордно низькому рівні. Однак деякі кримінологи висловлюють думку, що низькі показники бідності в країні обумовлені тим, що в «Судну ніч» знищують тих, хто не в змозі дозволити собі захист (броньовані панелі), доступний тільки багатим.
Джеймс Сендін (Ітан Гоук) — агент з продажу таких охоронних систем — і його сім'я — дружина Мері (Ліна Гіді) та їх діти Чарлі (Макс Буркхолдер) і Зої (Аделаїда Кейн) — завдяки його професії живуть заможно і в «Судну ніч» не беруть участь в безладах, тому що задоволені своїм життям (за сценарієм фільму, «Чистка» проводиться вже увосьме, тобто сім'я вже пережила сім таких ночей). Увечері перед початком «чистки» Зої Сендін з жалем прощається зі своїм хлопцем Генрі (Тоні Лері), якому доводиться залишати її кімнату потайки через вікно (Джеймс не дозволяє їм зустрічатися, оскільки Генрі старший за неї). Мері зустрічає доброзичливу сусідку Грейс Феррін (Арія Барейкіс), яка пригощає своїх сусідів печивом. Грейс каже Мері, що ходять чутки, ніби добробут Сендін нажито за рахунок сусідів — всі вони купили в них систему захисту, в тому числі і Грейс. Мері відповідає, що Джеймс отримує великі гроші, тому що, як агент з продажу, він вибився в лідери. На прощання Грейс каже, що цього року не буде влаштовувати в себе в будинку вечірку — так вона і її друзі перечікують «Судну ніч». Проте, через деякий час Джеймс і Мері на камерах зовнішнього відеоспостереження помічають, як до Грейс в будинок приходять сусіди.
Через деякий час після початку «Судної ночі» Чарлі зауважує, як на їхню вулицю пробирається темношкірий чоловік (Едвін Годж) і благає врятувати його. Чарлі, після деяких роздумів, впускає його, хоча батьки вкрай не раді цьому. В цей час Зої виявляє в своїй кімнаті Генрі, який вирішив сховатися і залишитися, щоб серйозно поговорити з її батьком. Він виходить в хол в той момент, коли Джеймс тримає на прицілі незнайомця. Несподівано Генрі цілиться в батька Зої, стріляє і промахується, але Джеймс встигає вистрілити в Генрі, який потім відповзає в кімнату Зої і пізніше помирає. Одночасно з холу розбігаються Зої та незнайомець. Мері з Чарлі замикаються в диспетчерській, а Джеймс вирушає шукати доньку, Генрі та незнайомця. Через кілька хвилин до їхнього будинку приходить група місцевих студентів в усміхнених масках, і їх ввічливий лідер (Різ Вейкфілд) повідомляє Сендін, що вони ті, хто в «Судну ніч» убивають різних покидьків суспільства, і що людина, яка ховається в них у будинку, не більше ніж бездомна свиня. Він висуває сім'ї ультиматум — або Сендіни віддадуть їм незнайомця, або через годину вони «випустять на них звіра». Джеймс повідомляє дружині, що хоча в систему безпеки закладений захист проти злому, зламати її все ж можливо.
Подружжя вирушає шукати незнайомця. Чарлі, дивлячись на компанію, що розгулює перед їхнім будинком в очікуванні, за допомогою свого саморобного робота стеження допомагає незнайомцеві знайти шлях до укриття в шафі своєї кімнати. Однак Зої теж вирішила сховатися в тому ж притулку, і незнайомець бере її в заручники. Між незнайомцем і Джеймсом зав'язується бійка, Джеймсу вдається пострілом несмертельно поранити незнайомця. Разом з дружиною вони зв'язують втікача скотчем. Мері й діти дуже пригнічені цим. Чарлі і Мері вибігають, а Джеймс намагається заспокоїти Зої, кажучи, що вранці у них усе буде добре, як раніше, але Зої, вказуючи на його поводження з незнайомцем, каже, що «добре, як раніше, вже ніколи не буде». Вона теж вибігає, а незнайомець, який спостерігав за всім цим, просить Джеймса здати його людям на вулиці, щоб не наражати на небезпеку дітей. Але в Джеймса щось ламається, і він вирішує дати відсіч мародерам. Коли закінчується термін ультиматиму, люди зовні зносять захисні панелі, відірвавши їх за допомогою ланцюгів, прикріплених до техніки. Озброївшись, подружжю вдається перестріляти майже всіх мародерів, але «лідер» смертельно ранить Джеймса великим ножем. Потім він бере на приціл Мері і Чарлі, але його вбиває Зої. Мародерів, що залишалися зовні, вбивають несподівано з'явившись сусіди Сендінів на чолі з Грейс.
Однак радість Сім'ї передчасна: сусіди прийшли, щоб помститися Сендінам за те, що вони нажили на них своє багатство. У найвідповідальніший момент з'являється звільнившийся від скотчу незнайомець, який убиває одного з сусідів, після чого захоплює Грейс і вимагає відпустити Сендінів. Коли Грейс і інші знаходяться на його прицілі, Грейс просить не зволікати й убити їх, але Мері говорить, що більше в її будинку не буде ніяких вбивств і час, що залишився, вони проведуть в мирі і спокою. Залишок «Судної ночі» всі проводять в їдальні, де Мері з гіркотою дивиться на тих, кого вважала своїми друзями. Коли до 7 ранку залишається кілька хвилин, Грейс намагається відібрати у Мері дробовик, але та б'є її прикладом в ніс, а потім головою об стільницю. Коли звучить сигнал припинення «Судної ночі», Грейс, що захлинається кров'ю, і сусіди залишають будинок Сендінів. Мері дякує незнайомцю, і той іде. Сама Мері і її діти виходять до парадних дверей, за якими можна почути звуки сирен.
За кадром звучать повідомлення новин: житель Лос-Анджелеса говорить, що на його вулицях трупи трапляються на кожному кроці; житель іншого міста каже, що місцева лікарня відмовляється приймати постраждалих, бо в приймальному відділенні немає вільних місць; третій повідомляє, як на центральній площі його міста разом були страчені 200 осіб; ще один говорить, що втратив двох синів і перестав пишатися тим, що він американець. Звернення завершуються повідомленням, що поточна «Чистка» була масштабніша за попередню, і що у американських громадян тепер в запасі 364 довгих дні до наступної «Судної ночі».

## У ролях
| Актор           | Роль                    |
| --------------- | ----------------------- |
| Ітан Гоук       | Джеймс Сендін           |
| Ліна Гіді       | Мері Сендін             |
| Аделаїда Кейн   | Зої Сендін              |
| Макс Буркхолдер | Чарлі Сендін            |
| Едвін Годж      | Незнайомець             |
| Різ Вейкфілд    | Важливий Незнайомець    |
| Тоні Лері       | Генрі хлопець Зої       |
| Арія Барейкіс   | Грейс Феррін сусідка    |
| Том Йі          | містер Калі сусід       |
| Кріс Малки      | містер Галверсон сусід  |
| Тиша Френч      | місіс Галверсон сусідка |
| Карен Страссман | дикторка новин          |

Мародерів в масках зіграли Джон Веселкауч, Алісія Вела-Бейлі, Бойм Блейк, Нейтан Кларксон, Аарон Кубан, Честер Локхарт і Тайлер Джей.

## Натхнення
Джерелами натхнення для режисера фільму була серія «Повернення архонтів» з серіалу «Зоряний шлях», в якій на одній з планет проходить щорічний «Фестиваль», під час якого дозволені вбивства, а також фільм «Королівська битва».
На думку актора Ітана Гоука, виконавця головної ролі, у фільмі також відчувається вплив фільму «Механічний апельсин» Стенлі Кубрика, «Ночі живих мерців» Джорджа Ромеро, «Втеча з Нью-Йорка» Джона Карпентера і його ж «Напад на 13-ту дільницю» (Гоук знімався в рімейку фільму в 2005 році), в якому також було послання, спрямоване проти уряду.
Сюжет, в якому родина намагається позбутися злочинців, що напали на їхній будинок, також нагадує фільм «Кімната страху» Девіда Фінчера.

## Сиквел
У зв'язку з успіхом першого фільму, 17 липня 2014 року в США вийшло продовження  «Чистка: Анархія», знятого студіями Universal Pictures та Blumhouse Productions.